# Wise Guys
Wise Guys byla německá hudební skupina vzniklá na začátku 90. let z kolínské školní kapely. Skupina většinou zpívala a cappella a svůj hudební styl popisovala jako „vokální pop“. Rozešli se v červenci 2017.

## Historie kapely
Studenti gymnázia v Kolíně nad Rýnem Daniel Dickopf, Edzard Hüneke a Marc Sahr, Christoph Tettinger a Clemens Tewinkel založili dechovku, která se postupně přeměnila v rockovou kapelu. Jednotlivé písně v podání a capella předváděli na školních akcích. Po absolvování školy v roce 1990 se skupina věovala pouze vokální hudbě, protože již nemohli používat školní nástroje. Protože měli mezi učiteli pověst vševědoucích, začali si v roce 1990 říkat Wise Guys.
Aby si Wise Guys vydělali nějaké peníze, zpívali začátkem 90. let na ulicích. Tehdy se k nim přidal jeden ze zpěváků skupiny Höhner zpívající v koínském nářečí. To jim později pomohlo stát se známějšími.  Zpívali na oslavách, firemních večírcích nebo svatbách a koncertovali ve školách a společenských sálech.  Když Christoph Tettinger z profesionálních důvodů v dubnu 1995 opustil skupinu, převzal basový hlas Ferenc Husta. Byl prvním členem kapely, který nepocházel z Kolína nad Rýnem. Tettinger zůstal ve spojení se skupinou v roli manažera a konzultanta.

### První CD a televizní vystoupení
První album Dut-Dut-Duah! (1994) byl většinou v angličtině a obsahovalo asi dvě třetiny coververzí. Do povědomí širšího publika sedostali díky svým dvěma vystoupením v letech 1996/1997 v televizní show Geld oder Liebe. Poprvé vystupoval sólově pouze Hüneke, podruhé všichni jako hudební vystoupení. V roce 1996 vydal Hanspeter Hommelsheim své vlastní CD Haarige Zeiten. Od roku 1997 již žili Wise Guys výhradně ze svých příjmů jako hudebníci. V témže roce vyšlo třetí album Alles im grünen Bereich. Live-Album (2000) bylo první u labelu Pavement Records.

### Průlom v celém Německu
Wise Guys se do celostátního povědomí dostali v roce 2001 mimo jiné písní a videem Jetzt ist Sommer a albem Ganz weit vorne. Další alba již dosahovala vrcholných pozec v žebříčcích. Album Klartext se dostalo na 10. místo, album Radio na třetí místo a v roce 2008 album Frei! dokonceal na 2. místo v německé a 67. místo v rakouské hitparádě. Bylo to první album skupiny, které se udrželo v první desítce německého žebříčku alb déle než týden a bylo v žebříčku i v Rakousku. V první padesátce se drželo devět týdnů. Wise Guys obdrželi v listopadu 2009 svou první zlatou desku za prodej více než 100 000 CD.
Během této doby docházelo k personálním změnám v kapele. V roce 2010 vydali album Klassenfahrt. V lednu 2011 získali Wise Guys svou druhou zlatou desku za prodej více než 100 000 CD alba Wo der Pfeffer wächst, které vyšlo před více než šesti lety. 17. srpna 2012 byli Wise Guys oceněni dalšími dvěma zlatými deskami za alba Radio (2006) a Klassenfahrt (2010).
V květnu 2012 vyšlo album Zwei Welten jako a cappella verze a v září znovu v popové verzi instrumentálním doprovodem. Dvojalbum přineslo Wise Guys v prosinci 2012 pátou zlatou desku. V roce 2012 oznámil Ferenc Husta svůj odchod ze skupiny.  Místo něj v roce 2013 nastoupil Andrea Figallo. V březnu 2013 byli Wise Guys oceněni Echo v kategorii Crossover za album Zwei Welten . Po skandálu na Echo Awards 2018 členové Dickopf, Olfert a Hüneke na protest cenu vrátili.  
V únoru 2016 Wise Guys oznámili, že v létě 2017 skupinu rozpustí. Hlavním důvodem rozpadu kapely byla touha členů o profesní změnu.  Dickopf později uvedl, že v kapele došlo k masivním neshodám, které po letech zabránily usmíření.
Skupina měla svůj poslední koncert 16. července 2017 v Regensburgu .

## Ocenění
- 2006: Lehrer-Welsch-Preis, udílená kolínskou regionální skupinou Asociace německého jazyka
- 2013: Echo Pop v kategorii Crossover za album Zwei Welten

## Diskografie

### Alba
| Rok  | Album                        | Pozice v žebříčku Positions | Pozice v žebříčku Positions | Pozice v žebříčku Positions | Produkce                       |
| Rok  | Album                        | DE                          | AT                          | CH                          | Produkce                       |
| ---- | ---------------------------- | --------------------------- | --------------------------- | --------------------------- | ------------------------------ |
| 1994 | Dut-Dut-Duah!                | –                           | –                           | –                           |                                |
| 1996 | Haarige Zeiten               | –                           | –                           | –                           |                                |
| 1997 | Alles im grünen Bereich      | –                           | –                           | –                           | Uwe Baltrusch a Hannes Schöner |
| 1999 | Skandal                      | –                           | –                           | –                           | Uwe Baltrusch                  |
| 2000 | Live                         | 93                          | –                           | –                           | Uwe Baltrusch                  |
| 2001 | Ganz weit vorne              | 49                          | –                           | –                           | Uwe Baltrusch                  |
| 2003 | Klartext                     | 10                          | –                           | –                           |                                |
| 2004 | Wo der Pfeffer wächst        | 13                          | –                           | –                           | Uwe Baltrusch                  |
| 2006 | Radio                        | 3                           | –                           | –                           | Uwe Baltrusch                  |
| 2008 | Frei!                        | 2                           | 67                          | –                           | Uwe Baltrusch                  |
| 2010 | Klassenfahrt                 | 2                           | 48                          | –                           | Uwe Baltrusch                  |
| 2012 | Zwei Welten – a cappella     | 3                           | 5                           | 45                          | Uwe Baltrusch                  |
| 2012 | Zwei Welten – instrumentiert | 3                           | 5                           | 45                          |                                |
| 2012 | Zwei Welten Komplett         | 64                          | 58                          | –                           | Uwe Baltrusch                  |
| 2013 | Mein Herz macht bumm!        | 36                          | –                           | –                           | Uwe Baltrusch                  |
| 2014 | Achterbahn                   | 2                           | –                           | –                           | Andrea Figallo                 |
| 2015 | Läuft bei euch               | 6                           | 22                          | –                           | Andrea Figallo                 |
| 2016 | Live in Wien                 | 22                          | 58                          | –                           | Andrea Figallo                 |
| 2016 | Das Beste komplett           | 33                          | –                           | –                           |                                |

### Singly a EP
[Nejvyšší pozice v žebříčku]
- 1996 - (Die Frau hat) Rhythmus [--]
- 1997 - Alles Banane [--]
- 1999 - Nein, Nein, Nein [--]
- 2000 - Die Heldensage vom heiligen Ewald [--]
- 2001 - Höher Schneller Weiter (Projektsingle) [--]
- 2001 - Jetzt ist Sommer [78]
- 2001 - Wenn sie tanzt [--]
- 2002 - Kinder [--]
- 2004 - Früher (Mini-Album) [51]
- 2005 - Weltmeister (Mini-Album) [38]
- 2006 - Klinsi, warum hast du das getan? '
- 2012 - Lauter (Mini-Album) [49]
- 2012 - Mach Dein Ding! [--]
- 2013 - Antidepressivum [88]

### DVD
- 2003 - Wise Guys - die DVD
- 2005 - Wise Guys Spezialnacht Philipshalle Düsseldorf, 6. November 2004
- 2009 - Wise Guys - Live im Capitol